# Форгьери, Мауро
Мауро Форгьери (итал. Mauro Forghieri; 13 января 1935, Модена, Италия — 2 ноября 2022, там же) — итальянский инженер, наиболее известен как конструктор гоночных автомобилей Формулы-1 для итальянской команды Scuderia Ferrari в 60-е и 70-е годы.

## Ранняя жизнь
Мауро родился в Модене 13 января 1935 года. Он был единственным ребёнком Реклюса и Афры Форгьери. Его отец был токарем, во время Второй мировой войны работал в Ansaldo в Неаполе. После войны нанялся работать в мастерской Ferrari в Маранелло. Тем временем Мауро окончил научный лицей и получил диплом инженера-механика Болонского университета.

## Ferrari

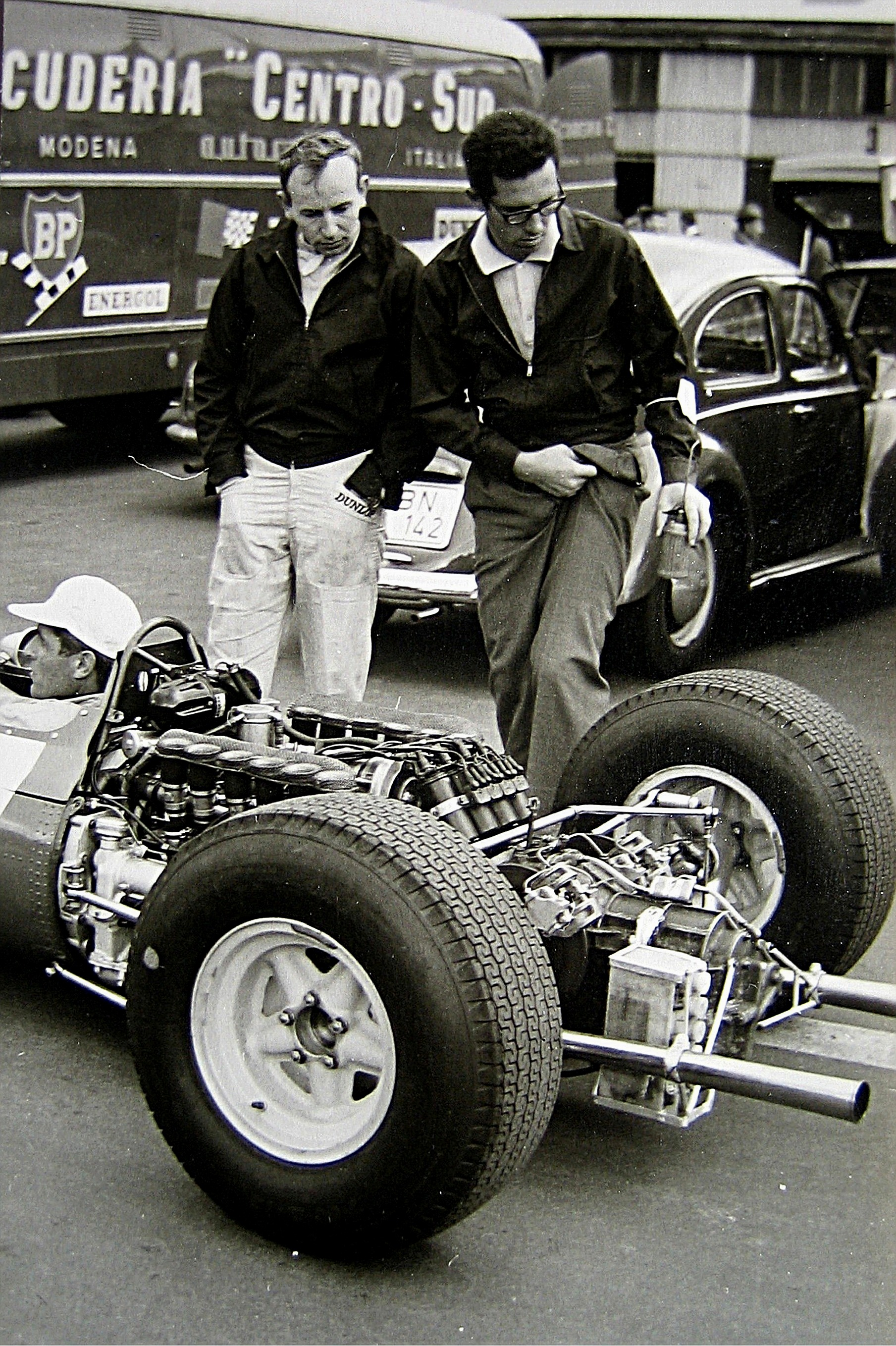
Форгьери (справа) и Сёртис. Нюрнбургринг,

Несмотря на интерес к авиастроению, Мауро Форгьери принял предложение работать в Ferrari, где работал отец. Для гоночной команды Scuderia Ferrari 1962 год выдался неудачным. Желая исправить ситуацию, команда подписывает контракт с британским чемпионом мира по мотогонкам Джоном Сёртисом, имевшем при этом опыт в автомобилестроении. Форгьери был назначен начальником технического отдела гоночных автомобилей, а после ухода Карло Кити повышен. Благодаря обратной связи Сёртиса, Форгьери разработал Ferrari 158 с двигателем V8, на котором Сёртис стал чемпионом Формулы-1 в сезоне 1964 года. После этого Форгьери был назначен техническим директором гоночного отдела.
В начале 70-х Форгьери разрабатывал серию Ferrari 312 (гоночные болиды Формулы-1 Ferrari 312 F1 и 312 B, спортпрототипы 312 P и 312 PB), продолженную 312T с поперечным расположением коробки передач и новой компоновкой шасси. Ему принадлежат разработки первого трансверсального автоматического механизма и первого турбодвигателя Ferrari. Под его руководством Ferrari четырежды выигрывала титул чемпиона мира Формулы-1: с Джоном Сёртисом (1964), Ники Лаудой (1975 и 1977) и Джоди Шектером (1979). Scuderia Ferrari за годы работы Форгьери становилась обладателем Кубка конструкторов восемь раз.

## Oral Engineering Group
В 1995 году Форгьери совместно с Франко Антонияцци и Серхио Лугли стал соучредителем Oral Engineering Group. Компания заявляет о себе как центр проектирования, исследований и разработок для автомобильной промышленности. Oral Engineering предложила свои услуги нескольким гоночным командам в Формуле 1 и MotoGP.